# NGC 3978
NGC 3978 ist eine Balken-Spiralgalaxie vom Hubble-Typ SBbc im Sternbild Großer Bär am Nordsternhimmel. Sie ist schätzungsweise 450 Millionen Lichtjahre von der Milchstraße entfernt.
Das Objekt wurde am 19. März 1790 von dem deutsch-britischen Astronomen Wilhelm Herschel entdeckt.